# Шаріптогай
Шаріптога́й (каз. Шәріптоғай) — село у складі Кокпектинського району Абайської області Казахстану. Входить до складу Кокпектинського сільського округу.
Населення — 292 особи (2021; 344 у 2009, 451 у 1999, 581 у 1989).
Національний склад станом на 1989 рік:
- казахи — 100 %

До 1993 року село називалося Лугове.